# Айруно
Айру̀но (на италиански: Airuno, на западноломбардски: Irün, Ирюн) е малко градче и община в Северна Италия, провинция Леко, регион Ломбардия. Разположено е на 222 m надморска височина. Населението на общината е 2945 души (към 2014 г.).